# Voïvodie de Gorzów
La voïvodie de Gorzów (en polonais województwo gorzowskie) était une unité de division administrative et un gouvernement local de Pologne entre 1975 et 1998. 
Elle fut intégrée en 1999 dans la nouvelle voïvodie de Lubusz. 
Sa capitale était la ville de Gorzów Wielkopolski située à environ 460 kilomètres à l'ouest de Varsovie (capitale de la Pologne).

## Bureaux de district
Sur la base de la loi du 22 mars 1990, les autorités locales de l'administration publique générale, ont créé 6 régions administratives associant une dizaine de municipalités.
Bureau de district de Choszczno
- Gminy

1. Bierzwnik
2. Choszczno
3. Dobiegniew
4. Drawno
5. Krzęcin
6. Pełczyce
7. Recz

Bureau de district de Gorzów Wielkopolski
- Gminy

1. Bogdaniec
2. Deszczno
3. Drezdenko
4. Kłodawa
5. Krzeszyce
6. Lubiszyn
7. Santok
8. Stare Kurowo
9. Strzelce Krajeńskie
10. Witnica
11. Zwierzyn

- Villes

1. Gorzów Wielkopolski
2. Kostrzyn

Bureau de district de Międzychód
- Gminy

1. Miedzichowo
2. Międzychód
3. Przytoczna
4. Pszczew

Bureau de district de Międzyrzecz
- Gminy

1. Bledzew
2. Lubniewice
3. Międzyrzecz
4. Skwierzyna
5. Sulęcin
6. Trzciel

Bureau de district de Myślibórz
- Gminy

1. Barlinek
2. Boleszkowice
3. Dębno
4. Myślibórz
5. Nowogródek Pomorski

Bureau de district de Słubice
- Gminy

1. Górzyca
2. Ośno Lubuskie
3. Rzepin
4. Słońsk
5. Słubice

## Villes principales
Population au 31 décembre 1998
- Gorzów Wielkopolski - 126 019
- Międzyrzecz - 20 155
- Słubice - 18 637
- Kostrzyn nad Odrą - 17 500
- Choszczno - 16 053
- Barlinek - 15 134
- Dębno - 14 405
- Myślibórz - 12 676
- Międzychód - 11 224
- Drezdenko - 10 600
- Skwierzyna - 10 477
- Strzelce Krajeńskie - 10 299
- Sulęcin - 10 071
- Witnica - 6 800
- Rzepin - 6 500
- Ośno Lubuskie - 3 750
- Dobiegniew - 3 200
- Recz – 3 000
- Pełczyce – 2 700
- Drawno – 2 400
- Trzciel - 2 300
- Lubniewice - 2 000